# Autodromo Nazionale Monza
Autodromo Nazionale Monza is een 5,793 km lang circuit gelegen bij de plaats Monza in het noorden van Italië.
Het circuit bestaat uit lange rechte stukken en snelle veelal rechter bochten en enkele korte chicanes. Ondanks meerdere pogingen om de hoge snelheden te matigen is Monza nog steeds het hogesnelheidscircuit bij uitstek.

## Historie
Het circuit heeft na de opening in 1922 vele lay-outs gekend. Tussen 1934 en 1939 werd nogal geëxperimenteerd met haakse bochten en chicanes, voornamelijk om Alfa Romeo een kans te geven tegen Mercedes en Auto-Union. Na de oorlog kreeg het circuit in principe de huidige, bijna zes kilometer lange vorm, met tussen 1955 en 1961 tijdelijk de beruchte kombaan, die er nog steeds staat.
In 1971 werd er de snelste Formule 1-race ooit gereden, met een gemiddelde snelheid van 242 kilometer per uur. Daarna verschenen in 1972 en 1976 de drie chicanes, die er nu nog steeds zijn. Daardoor werden de gevaarlijke slipstream-gevechten uit het verleden voorgoed onmogelijk gemaakt. Het rechte stuk bij start/finish is de enige overlapping met het vroegere kombaan-traject. Vóór de Eerste Wereldoorlog was de enige Italiaanse race van belang de Targa Florio, een autorace op Sicilië, maar na de eerste Grand Prix van Italië in 1921 in Brescia werden alle latere Grand Prixs van Italië (behalve in 1937, 1947, 1948 en 1980) op Monza verreden. Het circuit belichaamt, meer dan welk circuit ook, de geschiedenis van de Grand Prix-racerij met in totaal 75 verreden Grand Prixs.